# Porto di Milazzo
Il porto di Milazzo è uno scalo marittimo d'interesse nazionale, vicino e strettamente integrato con quello di Messina, rappresentando peraltro il principale snodo dei collegamenti per le isole Eolie.
Lo scalo è inoltre interessato da un importante volume di traffico petrolifero, legato alla presenza di un grande impianto di raffinazione, oltre ad essere attivo nel settore del diporto, in quello della pesca e nella cantieristica minore.

## Storia
L'attività marittima è antica quanto la stessa città e, dopo che al largo delle sue coste si combatté la celebre battaglia delle Isole Lipari che vide la vittoria della flotta di Gaio Duilio, divenne base navale importante nell'ultimo periodo della Repubblica romana. Come piazzaforte navale mantenne un ruolo importante anche durante la dominazione araba e la successiva conquista normanna .
Il moderno scalo fu inaugurato nel 1843 e fu progressivamente ampliato e modernizzato per far fronte alle accresciute esigenze di traffico, specialmente dopo l'apertura nel 1960 della raffineria.
L'Autorità di sistema portuale dello Stretto ha in programma importanti investimenti per il potenziamento e la riqualificazione delle infrastrutture portuali, il dragaggio dei fondali ed i collegamenti stradali e ferroviari .

## Collegamenti
Lo scalo assicura collegamenti mediante aliscafi e traghetti da e verso Lipari, Vulcano, Salina, Panarea, Filicudi, Alicudi e Stromboli (esercitati da Siremar e Liberty Lines) ed altri collegamenti a frequenza settimanale o stagionale con Napoli, Palermo e Vibo Valentia.

## Dati di traffico
I dati statistici pubblicati dall'ADSP confermano la vocazione petrolifera e commerciale dello scalo :
| Tipologia                      | 2013       | 2014       |
| ------------------------------ | ---------- | ---------- |
| Passeggeri                     | 707.249    | 705.505    |
| Idrocarburi greggi e raffinati | 17.236.346 | 16.323.800 |
| Merci (esclusi idrocarburi)    | 369.059    | 447.454    |